# Görden
Görden est un quartier de la ville allemande de Brandebourg-sur-la-Havel (Brandenburg an der Havel). Le quartier est situé dans la partie nord de la ville.